# Coupe d'Océanie de football 2024
Navigation
2016 2028
La Coupe d'Océanie de football 2024 (anglais : 2024 OFC Nations Cup; hindi : 2024 ओएफसी नेशंस कप) était la 11e édition de la Coupe d'Océanie de football, le championnat international quadriennal de football masculin d'Océanie organisé par la Confédération du football d'Océanie. Le tournoi s'est joué entre 15 au 30 juin 2024 à Suva en Fidji et à Port Vila en Vanuatu.
Le champion sortant reste la Nouvelle-Zélande vainqueur en 2016, l'édition 2020 ayant été annulée en raison de la crise liée à la pandémie de Covid-19 en Océanie. La Nouvelle-Calédonie se retire quelques jours avant le début de la compétition, invoquant les émeutes au pays, le tournoi se joue à sept équipes.
Au total, 13 matchs ont été joués, au cours desquels 46 buts ont été marqués, à une moyenne de 3,54 buts par match. L'affluence dans les stades sur l'ensemble du tournoi a atteint 41 400 spectateurs, avec une moyenne de 3 185 spectateurs par match. Le plus gros score enregistré dans le tournoi s'est élevé à 9 buts à 1 lorsque les Fidji ont battu les Samoa lors de la deuxième journée du groupe B.
La Nouvelle-Zélande a remporté le titre pour la sixième fois de son histoire, après avoir battu le Vanuatu en finale sur le score de 3-0,, les All Whites ont donc réussi à conserver leur titre. Tahiti a obtenu la troisième place en battant les Fidji dans la petite finale.
Le Fidjien Roy Krishna est le meilleur buteur du tournoi avec cinq buts. Le Néo-Zélandais Liberato Cacace a également remporté le prix du meilleur joueur, tandis que son compatriote Max Crocombe a remporté le prix du meilleur gardien de but. La Nouvelle-Zélande a en outre obtenu le prix du fair-play.

## Désignation du pays organisateur
La Nouvelle-Zélande devait accueillir la phase finale en 2020, tournoi qui fut annulé. Un autre choix a été fait en décembre 2023 pour l'édition 2024 : le tournoi est prévu à Vanuatu.
Cependant, en mai 2024, à la suite de l'incertitude concernant les horaires des vols, les matchs qui devaient se jouer au Stade de Luganville à Luganville (Vanuatu), ont été transférés au HFC Bank Stadium à Suva aux Fidji et au Stade Freshwater à Port-Vila (Vanuatu).

## Équipes

### Qualification

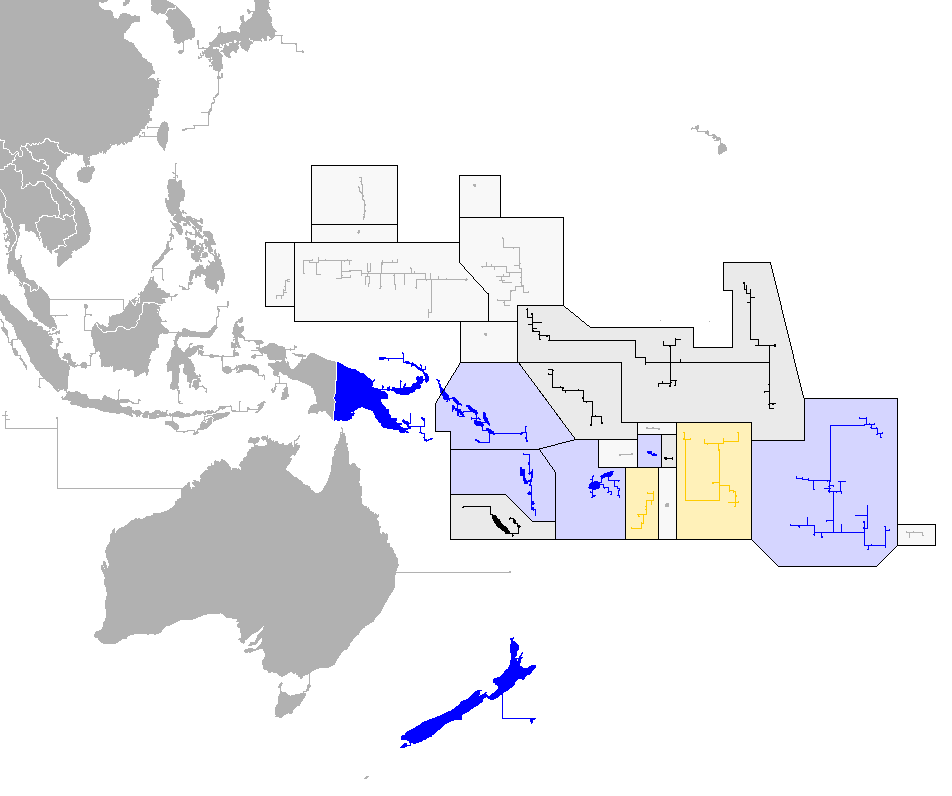
Équipes qualifiées.
Équipes non qualifiées.
Pays n'ayant pas participé.
Pays non membres de l'OFC.

Les équipes inscrites les moins bien classées ont disputé un tour préliminaire en groupe, comme lors des éditions précédentes en 2012 et 2016. Les Samoa américaines n'étaient cette fois ci pas inscrites tandis que Tuvalu et Kiribati n'étant pas membres à part entière de l'OFC, n'ont pas été autorisés à participer.
Finalement trois équipes ont disputé le tour préliminaire aux Tonga. Le vainqueur, Samoa, est qualifié pour la phase finale.
| Rang | Équipe    | Pts | J | G | N | P | Bp | Bc | Diff |
| ---- | --------- | --- | - | - | - | - | -- | -- | ---- |
| 1    | Samoa     | 6   | 2 | 2 | 0 | 0 | 5  | 1  | +4   |
| 2    | Îles Cook | 3   | 2 | 1 | 0 | 1 | 1  | 0  | +1   |
| 3    | Tonga     | 0   | 2 | 0 | 0 | 2 | 1  | 5  | -4   |

### Équipes qualifiées
Le 5 juin 2024, la Nouvelle-Calédonie annonce son retrait du tournoi en raison de la grave crise que traverse le pays; elle ne sera pas remplacé et la phase finale se jouera donc à sept équipes.
| Équipe                    | Méthode de qualification           | Date de qualification | Participation | Dernière participation | Classement FIFA | Meilleur résultat                        |
| ------------------------- | ---------------------------------- | --------------------- | ------------- | ---------------------- | --------------- | ---------------------------------------- |
| Vanuatu H                 | Qualification d'office (Pays hôte) | 1 décembre 2023       | 10e           | 2016                   | 172e            | Quatrième (1973, 2000, 2002, 2008)       |
| Fidji H                   | Qualification d'office (Pays hôte) | 24 janvier 2024       | 9e            | 2016                   | 168e            | Troisième (1998, 2008)                   |
| Nouvelle-Calédonie        | Qualification d'office             | 24 janvier 2024       | 7e            | 2016                   | 158e            | Finaliste (2008, 2012)                   |
| Nouvelle-Zélande T        | Qualification d'office             | 24 janvier 2024       | 11e           | 2016                   | 104e            | Vainqueur (1973, 1998, 2002, 2008, 2016) |
| Papouasie-Nouvelle-Guinée | Qualification d'office             | 24 janvier 2024       | 5e            | 2016                   | 166e            | Finaliste (2016)                         |
| Îles Salomon              | Qualification d'office             | 24 janvier 2024       | 8e            | 2016                   | 132e            | Finaliste (2004)                         |
| Tahiti                    | Qualification d'office             | 24 janvier 2024       | 10e           | 2016                   | 162e            | Vainqueur (2012)                         |
| Samoa                     | Vainqueur des qualifications       | 23 mars 2024          | 3e            | 2016                   | 181e            | 1er tour (2012, 2016)                    |

- Légende: (H) Pays hôte, (T) Tenant du titre

Notes
1. ↑  De 1973 à 1980, Vanuatu a concouru sous le nom de  Nouvelles-Hébrides.
2. ↑  La Nouvelle-Calédonie déclare forfait avant le début du tournoi.

## Arbitres
Arbitres
- Veer Singh
- Calvin Berg
- Campbell-Kirk Kawana-Waugh
- David Yareboinen
- Ben Aukwai
- Shama Maemae
- Teremoana Roihau

Arbitres assistants
- Avinesh Narayan
- Mark Rule
- Isaac Trevis
- Malaetala Salanoa
- Natalia Lumukana
- Bernard Mutukera
- Jeffery Solodia
- Vaihina Teura
- Folio Moeaki
- Jeremy Garae

## Villes et stades
Tel qu'annoncé en décembre 2023, Vanuatu devait accueillir l'intégralité du tournoi au stade de Luganville à Luganville et au stade Freshwater à Port-Vila. Cependant, en raison de l'incertitude sur les horaires des avions, les matchs prévus au stade de Luganville à Loganville, Vanuatu, ont été déplacés au HFC Bank Stadium à Suva dans les iles Fidji.
| [[Fichier:Oceania_laea_location map.svg\|600px\|{{#if:\|{{{alt}}}\|Coupe d'Océanie de football 2024 est dans la page Océanie.]]Suva Port-Vila | Suva, Fidji        |
| --- | ------------------ |
| [[Fichier:Oceania_laea_location map.svg\|600px\|{{#if:\|{{{alt}}}\|Coupe d'Océanie de football 2024 est dans la page Océanie.]]Suva Port-Vila | HFC Bank Stadium   |
| [[Fichier:Oceania_laea_location map.svg\|600px\|{{#if:\|{{{alt}}}\|Coupe d'Océanie de football 2024 est dans la page Océanie.]]Suva Port-Vila | Capacité : 15 000  |
| [[Fichier:Oceania_laea_location map.svg\|600px\|{{#if:\|{{{alt}}}\|Coupe d'Océanie de football 2024 est dans la page Océanie.]]Suva Port-Vila |                    |
| [[Fichier:Oceania_laea_location map.svg\|600px\|{{#if:\|{{{alt}}}\|Coupe d'Océanie de football 2024 est dans la page Océanie.]]Suva Port-Vila | Port-Vila, Vanuatu |
| [[Fichier:Oceania_laea_location map.svg\|600px\|{{#if:\|{{{alt}}}\|Coupe d'Océanie de football 2024 est dans la page Océanie.]]Suva Port-Vila | Stade Freshwater   |
| [[Fichier:Oceania_laea_location map.svg\|600px\|{{#if:\|{{{alt}}}\|Coupe d'Océanie de football 2024 est dans la page Océanie.]]Suva Port-Vila | Capacité : 6 500   |
| [[Fichier:Oceania_laea_location map.svg\|600px\|{{#if:\|{{{alt}}}\|Coupe d'Océanie de football 2024 est dans la page Océanie.]]Suva Port-Vila |                    |

## Tirage au sort
Le tirage au sort a eu lieu le 24 janvier 2024 au siège de l'OFC à Auckland, en Nouvelle-Zélande. Afin d'effectuer le tirage au sort des deux groupes du premier tour, les  équipes ont été réparties dans trois chapeaux en fonction du classement final de l'édition 2016, indiqué ci-dessous. À noter que la Nouvelle-Calédonie a déclaré forfait le 5 juin 2024 en raison des troubles sociaux que traverse le pays. Le tirage au sort l'avait placée dans le groupe A.
| Chapeau 1                                        | Chapeau 2                                                  | Chapeau 3             |
| ------------------------------------------------ | ---------------------------------------------------------- | --------------------- |
| 1. Nouvelle-Zélande 2. Papouasie-Nouvelle-Guinée | 1. Nouvelle-Calédonie 2. Îles Salomon 3. Tahiti 4. Fidji H | 1. Vanuatu H 2. Samoa |

## Format
Le tournoi comprend deux groupes de quatre au premier tour, les deux premiers de chaque groupe disputent ensuite les demi-finales. Le calendrier de la phase finale est le suivant :
| Premier tour | Premier tour       | Premier tour |
| Date         | Horaire            | Groupe       |
| ------------ | ------------------ | ------------ |
| 15 juin 2024 | 12:00 VUT (UTC+11) | Groupe A     |
| 15 juin 2024 | 15:00 VUT (UTC+11) | Groupe A     |
| 16 juin 2024 | 13:00 FJT (UTC+12) | Groupe B     |
| 16 juin 2024 | 16:00 FJT (UTC+12) | Groupe B     |
| 18 juin 2024 | 15:00 VUT (UTC+11) | Groupe A     |
| 18 juin 2024 | 15:00 VUT (UTC+11) | Groupe A     |
| 19 juin 2024 | 16:00 FJT (UTC+12) | Groupe B     |
| 19 juin 2024 | 19:00 FJT (UTC+12) | Groupe B     |
| 21 juin 2024 | 12:00 VUT (UTC+11) | Groupe A     |
| 21 juin 2024 | 15:00 VUT (UTC+11) | Groupe A     |
| 22 juin 2024 | 16:00 FJT (UTC+12) | Groupe B     |
| 22 juin 2024 | 19:00 FJT (UTC+12) | Groupe B     |

| Dernier carré | Dernier carré      | Dernier carré          |
| Date          | Horaire            | Tour                   |
| ------------- | ------------------ | ---------------------- |
| 27 juin 2024  | 11:00 VUT (UTC+11) | Demi-finale            |
| 27 juin 2024  | 15:00 VUT (UTC+11) | Demi-finale            |
| 30 juin 2024  | 11:00 VUT (UTC+11) | Match pour la 3e place |
| 30 juin 2024  | 15:00 VUT (UTC+11) | Finale                 |

## Déroulement de la phase finale

### Premier tour

#### Groupe A
| Rang | Équipe             | Pts     | J       | G       | N       | P       | Bp      | Bc      | Diff    |
| ---- | ------------------ | ------- | ------- | ------- | ------- | ------- | ------- | ------- | ------- |
| 1    | Nouvelle-Zélande   | 6       | 2       | 2       | 0       | 0       | 7       | 0       | +7      |
| 2    | Vanuatu H          | 3       | 2       | 1       | 0       | 1       | 1       | 4       | -3      |
| 3    | Îles Salomon       | 0       | 2       | 0       | 0       | 2       | 0       | 4       | -4      |
| –    | Nouvelle-Calédonie | Forfait | Forfait | Forfait | Forfait | Forfait | Forfait | Forfait | Forfait |

1re journée
| 15 juin 2024       | Nouvelle-Zélande | Annulé | Nouvelle-Calédonie | Stade Freshwater, Port-Vila |
| 12:00 VUT (UTC+11) |                  |        |                    |                             |

| 15 juin 2024       | Îles Salomon            | 0 – 1   | Vanuatu    | Stade Freshwater, Port-Vila                |                                            |
| 15:00 VUT (UTC+11) |                         | (0 – 0) | 72e Tangis | Spectateurs : 5 000 Arbitrage : Veer Singh | Spectateurs : 5 000 Arbitrage : Veer Singh |
| 15:00 VUT (UTC+11) | Tahioa 45+5e · Kaua 81e | Rapport | 33e Clark  | Spectateurs : 5 000 Arbitrage : Veer Singh | Spectateurs : 5 000 Arbitrage : Veer Singh |

2e journée
| 18 juin 2024       | Nouvelle-Zélande                 | 3 – 0   | Îles Salomon | Stade Freshwater, Port-Vila                      |                                                  |
| 15:00 VUT (UTC+11) | Waine 6e 11e · Barbarouses 45+4e | (3 – 0) |              | Spectateurs : 3 000 Arbitrage : David Yareboinen | Spectateurs : 3 000 Arbitrage : David Yareboinen |
| 15:00 VUT (UTC+11) |                                  | Rapport | 25e Orobulu  | Spectateurs : 3 000 Arbitrage : David Yareboinen | Spectateurs : 3 000 Arbitrage : David Yareboinen |

| 18 juin 2024       | Vanuatu | Annulé | Nouvelle-Calédonie | Stade Freshwater, Port-Vila |
| 15:00 VUT (UTC+11) |         |        |                    |                             |

3e journée
| 21 juin 2024       | Nouvelle-Calédonie | Annulé | Îles Salomon | Stade Freshwater, Port-Vila |
| 12:00 VUT (UTC+11) |                    |        |              |                             |

| 21 juin 2024       | Vanuatu | 0 – 4   | Nouvelle-Zélande                                 | Stade Freshwater, Port-Vila                |                                            |
| 15:00 VUT (UTC+11) |         | (0 – 2) | 10e Mata · 27e (csc) Kaltak · 63e Just · 78e Old | Spectateurs : 7 200 Arbitrage : Veer Singh | Spectateurs : 7 200 Arbitrage : Veer Singh |
| 15:00 VUT (UTC+11) |         | Rapport | 23e Surman · 57e Bindon · 90+3e Rufer            | Spectateurs : 7 200 Arbitrage : Veer Singh | Spectateurs : 7 200 Arbitrage : Veer Singh |

#### Groupe B
| Rang | Équipe                    | Pts | J | G | N | P | Bp | Bc | Diff |
| ---- | ------------------------- | --- | - | - | - | - | -- | -- | ---- |
| 1    | Fidji H                   | 9   | 3 | 3 | 0 | 0 | 15 | 2  | +13  |
| 2    | Tahiti                    | 4   | 3 | 1 | 1 | 1 | 3  | 2  | +1   |
| 3    | Papouasie-Nouvelle-Guinée | 4   | 3 | 1 | 1 | 1 | 4  | 7  | -3   |
| 4    | Samoa                     | 0   | 3 | 0 | 0 | 3 | 2  | 13 | -11  |

1re journée
| 16 juin 2024       | Tahiti                                  | 2 – 0   | Samoa      | HFC Bank Stadium, Suva                   |                                          |
| 13:00 FJT (UTC+12) | Degrumelle 4e · T. Tehau 28e            | (2 – 0) |            | Spectateurs : 500 Arbitrage : Ben Aukwai | Spectateurs : 500 Arbitrage : Ben Aukwai |
| 13:00 FJT (UTC+12) | Barbe 33e · Labaste 45+4e · Kaspard 57e | Rapport | 25e Wilson | Spectateurs : 500 Arbitrage : Ben Aukwai | Spectateurs : 500 Arbitrage : Ben Aukwai |

| 16 juin 2024       | Papouasie-Nouvelle-Guinée | 1 – 5   | Fidji                                                        | HFC Bank Stadium, Suva                      |                                             |
| 16:00 FJT (UTC+12) | Semmy 88e                 | (0– 2)  | 2e Begg · 43e 52e Dunn · 55e (csc) A. Komolong · 64e Krishna | Spectateurs : 1 700 Arbitrage : Calvin Berg | Spectateurs : 1 700 Arbitrage : Calvin Berg |
| 16:00 FJT (UTC+12) |                           | Rapport | 45+1e Hughes                                                 | Spectateurs : 1 700 Arbitrage : Calvin Berg | Spectateurs : 1 700 Arbitrage : Calvin Berg |

2e journée
| 19 juin 2024       | Papouasie-Nouvelle-Guinée | 1 – 1   | Tahiti                        | HFC Bank Stadium, Suva                                   |                                                          |
| 16:00 FJT (UTC+12) | Paul 25e                  | (1 – 1) | 15e Degrumelle                | Spectateurs : 500 Arbitrage : Campbell-Kirk Kawana-Waugh | Spectateurs : 500 Arbitrage : Campbell-Kirk Kawana-Waugh |
| 16:00 FJT (UTC+12) | Haro 71e · Diho 90+17e    | Rapport | 39e Tinirauarii · 90+9e Paama | Spectateurs : 500 Arbitrage : Campbell-Kirk Kawana-Waugh | Spectateurs : 500 Arbitrage : Campbell-Kirk Kawana-Waugh |

| 19 juin 2024       | Samoa         | 1 – 9   | Fidji | HFC Bank Stadium, Suva                      |                                             |
| 19:00 FJT (UTC+12) | Salisbury 47e | (0 – 3) | 3e 61e Hughes · 38e Dunn · 45+3e (pen.) 53e (pen.) Krishna · 64e Baravilala · 67e Begg · 83e 89e Dogalau | Spectateurs : 1 300 Arbitrage : Calvin Berg | Spectateurs : 1 300 Arbitrage : Calvin Berg |
| 19:00 FJT (UTC+12) | Steinmetz 81e | Rapport | 21e Raheem · 23e Wara · 41e Begg                                                                         | Spectateurs : 1 300 Arbitrage : Calvin Berg | Spectateurs : 1 300 Arbitrage : Calvin Berg |

3e journée
| 22 juin 2024       | Samoa                                              | 1 – 2   | Papouasie-Nouvelle-Guinée         | HFC Bank Stadium, Suva                   |                                          |
| 16:00 FJT (UTC+12) | Trainor 67e                                        | (0 – 1) | 26e Semmy · 47e Kepo              | Spectateurs : 500 Arbitrage : Ben Aukwai | Spectateurs : 500 Arbitrage : Ben Aukwai |
| 16:00 FJT (UTC+12) | Salisbury 34e · Hamilton-Pama 90+1e · Taupau 90+4e | Rapport | 42e Simon · 81e Kepo · 90+2e Rani | Spectateurs : 500 Arbitrage : Ben Aukwai | Spectateurs : 500 Arbitrage : Ben Aukwai |

| 22 juin 2024       | Fidji              | 1 – 0   | Tahiti      | HFC Bank Stadium, Suva                                     |                                                            |
| 19:00 FJT (UTC+12) | Krishna 26e (pen.) | (1 – 0) |             | Spectateurs : 1 500 Arbitrage : Campbell-Kirk Kawana-Waugh | Spectateurs : 1 500 Arbitrage : Campbell-Kirk Kawana-Waugh |
| 19:00 FJT (UTC+12) | Kumar 43e          | Rapport | 25e Bremond | Spectateurs : 1 500 Arbitrage : Campbell-Kirk Kawana-Waugh | Spectateurs : 1 500 Arbitrage : Campbell-Kirk Kawana-Waugh |

### Dernier carré
Tous les matchs sont à élimination directe, avec éventuelle prolongation et séance de tirs au but si le score est toujours de parité à la fin du match après 120 minutes de jeu.

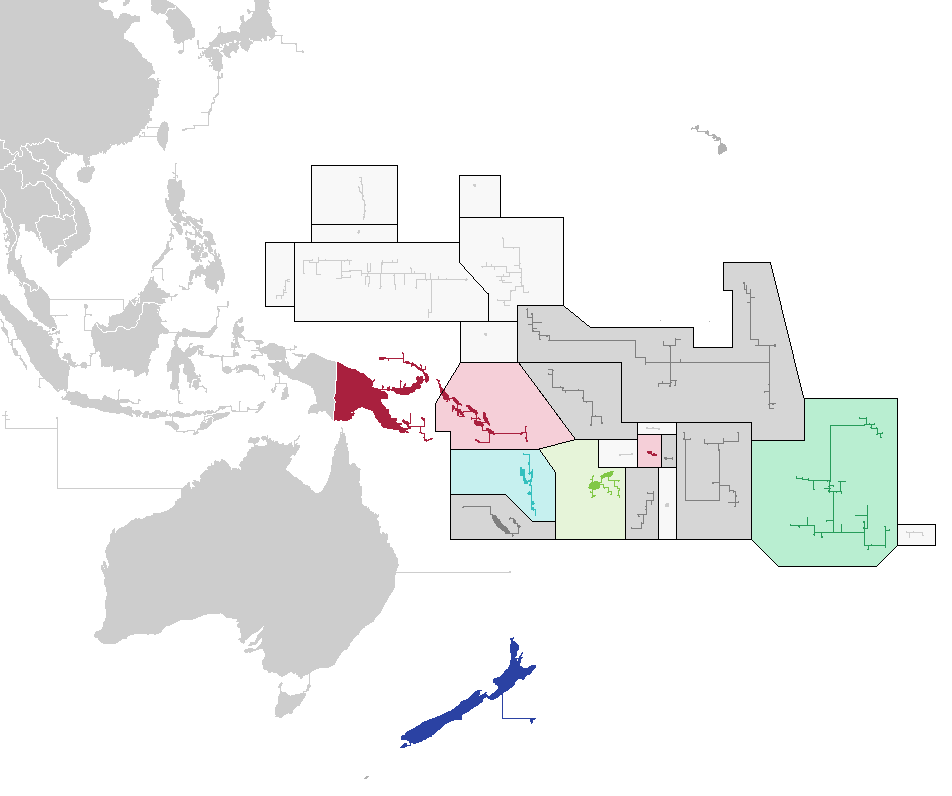
Vainqueur
Finale
Troisième
Quatrième
Premier tour

|  | Demi-finales             | Demi-finales             | Demi-finales             | Demi-finales             |                               |                  | Finale                   | Finale                   | Finale                   | Finale                   |
|  |                          |                          |                          |                          |                               |                  |                          |                          |                          |                          |
|  | 26 juin 2024 - Port-Vila | 26 juin 2024 - Port-Vila | 26 juin 2024 - Port-Vila | 26 juin 2024 - Port-Vila |                               |                  | 30 juin 2024 - Port-Vila | 30 juin 2024 - Port-Vila | 30 juin 2024 - Port-Vila | 30 juin 2024 - Port-Vila |
|  | Nouvelle-Zélande         | Nouvelle-Zélande         | 5                        | 5                        |                               |                  | 30 juin 2024 - Port-Vila | 30 juin 2024 - Port-Vila | 30 juin 2024 - Port-Vila | 30 juin 2024 - Port-Vila |
|  | Nouvelle-Zélande         | Nouvelle-Zélande         | 5                        | 5                        |                               |                  | 30 juin 2024 - Port-Vila | 30 juin 2024 - Port-Vila | 30 juin 2024 - Port-Vila | 30 juin 2024 - Port-Vila |
|  | Tahiti                   | Tahiti                   | 0                        | 0                        |                               |                  | 30 juin 2024 - Port-Vila | 30 juin 2024 - Port-Vila | 30 juin 2024 - Port-Vila | 30 juin 2024 - Port-Vila |
|  | Tahiti                   | Tahiti                   | 0                        | 0                        | Nouvelle-Zélande              | Nouvelle-Zélande | 3                        | 3                        |                          |                          |
|  | 26 juin 2024 - Port-Vila |                          |                          |                          | Nouvelle-Zélande              | Nouvelle-Zélande | 3                        | 3                        |                          |                          |
|  |                          |                          | Vanuatu                  | Vanuatu                  | 0                             | 0                |                          |                          |                          |                          |
|  | Fidji                    | Fidji                    | Vanuatu                  | Vanuatu                  | 0                             | 0                | 1                        | 1                        |                          |                          |
|  | Fidji                    | Fidji                    |                          |                          |                               |                  |                          | 1                        |                          |                          |
|  | Vanuatu                  | Vanuatu                  | 2                        | 2                        |                               |                  |                          |                          |                          |                          |
|  | Vanuatu                  | Vanuatu                  | 2                        | 2                        | Match pour la troisième place |                  |                          |                          |                          |                          |
|  |                          |                          |                          |                          |                               |                  |                          |                          |                          |                          |
|  | 30 juin 2024 - Port-Vila |                          |                          |                          |                               |                  |                          |                          |                          |                          |
|  | Tahiti                   | Tahiti                   | 2                        | 2                        |                               |                  |                          |                          |                          |                          |
|  | Tahiti                   | Tahiti                   | 2                        | 2                        |                               |                  |                          |                          |                          |                          |
|  | Fidji                    | Fidji                    | 1                        | 1                        |                               |                  |                          |                          |                          |                          |
|  | Fidji                    | Fidji                    | 1                        | 1                        |                               |                  |                          |                          |                          |                          |

#### Demi-finales
| 27 juin 2024       | Nouvelle-Zélande                                  | 5 – 0   | Tahiti     | Stade Freshwater, Port-Vila                |                                            |
| 11:00 VUT (UTC+11) | Surman 7e · Waine 45e 53e · Barbarouses 45+3e 72e | (3 – 0) |            | Spectateurs : 2 000 Arbitrage : Veer Singh | Spectateurs : 2 000 Arbitrage : Veer Singh |
| 11:00 VUT (UTC+11) | Bindon 39e                                        | Rapport | 19e Lossec | Spectateurs : 2 000 Arbitrage : Veer Singh | Spectateurs : 2 000 Arbitrage : Veer Singh |

| 27 juin 2024       | Fidji        | 1 – 2   | Vanuatu                            | Stade Freshwater, Port-Vila                                |                                                            |
| 15:00 VUT (UTC+11) | Cavulagi 46e | (0 – 1) | 12e (pen.) Spokeyjack · 56e Thomas | Spectateurs : 5 200 Arbitrage : Campbell-Kirk Kawana-Waugh | Spectateurs : 5 200 Arbitrage : Campbell-Kirk Kawana-Waugh |
| 15:00 VUT (UTC+11) |              | Rapport | 74e Tenene · 74e Thomas            | Spectateurs : 5 200 Arbitrage : Campbell-Kirk Kawana-Waugh | Spectateurs : 5 200 Arbitrage : Campbell-Kirk Kawana-Waugh |

#### Match pour la3eplace
| 30 juin 2024       | Tahiti                                           | 2 – 1   | Fidji                                      | Stade Freshwater, Port-Vila                                |                                                            |
| 11:00 VUT (UTC+11) | T. Tehau 72e 83e                                 | (0 – 0) | 58e Krishna                                | Spectateurs : 3 000 Arbitrage : Campbell-Kirk Kawana-Waugh | Spectateurs : 3 000 Arbitrage : Campbell-Kirk Kawana-Waugh |
| 11:00 VUT (UTC+11) | Degrumelle 55e · Labaste 64e · Frank Papaura 90e | Rapport | 38e Gonerau · 40e Dogalau · 78e Baravilala | Spectateurs : 3 000 Arbitrage : Campbell-Kirk Kawana-Waugh | Spectateurs : 3 000 Arbitrage : Campbell-Kirk Kawana-Waugh |

#### Finale
| 30 juin 2024       | Nouvelle-Zélande                       | 3 – 0   | Vanuatu                                 | Stade Freshwater, Port-Vila                 |                                             |
| 15:00 VUT (UTC+11) | Howieson 2e · Randall 83e · Mata 90+3e | (1 - 0) |                                         | Spectateurs : 10 000 Arbitrage : Ben Aukwai | Spectateurs : 10 000 Arbitrage : Ben Aukwai |
| 15:00 VUT (UTC+11) | Bindon 78e                             | Rapport | 8e, 75e Boulet · 37e Wohale · 63e Clark | Spectateurs : 10 000 Arbitrage : Ben Aukwai | Spectateurs : 10 000 Arbitrage : Ben Aukwai |

## Statistiques

### Buteurs
Il y a eu 46 buts marqués en 13 matches, soit une moyenne de 3,54 buts par match.
5 buts
- Roy Krishna

4 buts
- Ben Waine

3 buts
- Thomas Dunn
- Kosta Barbarouses
- Teaonui Tehau

2 buts
- Nabil Begg
- Etonia Dogalau
- Setareki Hughes
- Max Mata
- Tommy Semmy
- Matéo Degrumelle

1 but
- Filipe Baravilala
- Sitiveni Cavuilagi
- Cameron Howieson
- Elijah Just
- Ben Old
- Jesse Randall
- Finn Surman
- Ati Kepo
- Pala Paul
- Luke Salisbury
- Pharrell Trainor
- Johnathan Spokeyjack
- Kensi Tangis
- Jason Thomas

Contre son camp
- Alwin Komolong (pour les  Fidji)
- Brian Kaltak (pour la  Nouvelle-Zélande)

### Résumé par équipe
| Rang               | Équipe                    | J | G | N | P | BP | BC | Diff | Progression  |
| ------------------ | ------------------------- | - | - | - | - | -- | -- | ---- | ------------ |
| Médaille d'or      | Nouvelle-Zélande          | 4 | 4 | 0 | 0 | 15 | 0  | 15   | Vainqueur    |
| Médaille d'argent  | Vanuatu                   | 4 | 2 | 0 | 2 | 3  | 8  | −5   | Finaliste    |
| Médaille de bronze | Tahiti                    | 5 | 2 | 1 | 2 | 5  | 8  | −3   | Troisième    |
| 4                  | Fidji                     | 5 | 3 | 0 | 2 | 17 | 6  | 11   | Quatrième    |
| 5                  | Papouasie-Nouvelle-Guinée | 3 | 1 | 1 | 1 | 4  | 7  | −3   | Premier tour |
| 6                  | Îles Salomon              | 2 | 0 | 0 | 2 | 0  | 4  | −4   | Premier tour |
| 7                  | Samoa                     | 3 | 0 | 0 | 3 | 2  | 13 | −11  | Premier tour |

## Récompenses

### Récompenses individuelles
Les prix individuels ont été remis à la fin du tournoi:
| Meilleurs joueurs       | Meilleurs joueurs     | Meilleurs joueurs     |
| ----------------------- | --------------------- | --------------------- |
| Liberato Cacace         | Kosta Barbarouses     | Kensi Tangis          |
| Meilleurs buteurs       |                       |                       |
| Roy Krishna (5)         | Ben Waine (4)         | Kosta Barbarouses (3) |
| Meilleur gardien de but | Meilleur jeune joueur | Prix du fair-play     |
| Liberato Cacace         | Finn Surman           | Nouvelle-Zélande      |

### Homme du match
| Match | Tour                   | Équipe 1                  | Résultat | Équipe 2                  | Homme du match       | Ref    |
| ----- | ---------------------- | ------------------------- | -------- | ------------------------- | -------------------- | ------ |
| 1     | Groupe A               | Îles Salomon              | 0–1      | Vanuatu                   | Brian Kaltak         | [ 37 ] |
| 2     | Groupe B               | Tahiti                    | 2–0      | Samoa                     | Teaonui Tehau        | [ 38 ] |
| 3     | Groupe B               | Papouasie-Nouvelle-Guinée | 1–5      | Fidji                     | Thomas Dunn          | [ 39 ] |
| 4     | Groupe A               | Nouvelle-Zélande          | 3–0      | Îles Salomon              | Alex Rufer           | [ 40 ] |
| 5     | Groupe B               | Papouasie-Nouvelle-Guinée | 1–1      | Tahiti                    | Ati Kepo             | [ 41 ] |
| 6     | Groupe B               | Samoa                     | 1–9      | Fidji                     | Setareki Hughes      | [ 42 ] |
| 7     | Groupe A               | Vanuatu                   | 0–4      | Nouvelle-Zélande          | Elijah Just          | [ 43 ] |
| 8     | Groupe B               | Samoa                     | 1–2      | Papouasie-Nouvelle-Guinée | Alwin Komolong       | [ 44 ] |
| 9     | Groupe B               | Fidji                     | 1–0      | Tahiti                    | Pothin Poma          | [ 45 ] |
| 10    | Demi-finale            | Nouvelle-Zélande          | 5–0      | Tahiti                    | Liberato Cacace      | [ 46 ] |
| 11    | Demi-finale            | Fidji                     | 1–2      | Vanuatu                   | Johnathan Spokeyjack | [ 47 ] |
| 12    | Match pour la 3e place | Tahiti                    | 2–1      | Fidji                     | Teaonui Tehau (2)    | [ 48 ] |
| 13    | Finale                 | Nouvelle-Zélande          | 3–0      | Vanuatu                   | Liberato Cacace (2)  | [ 49 ] |

## Aspects socio-économiques

### Droits de diffusion
Le 28 février 2024, la Confédération du football d'Océanie (OFC) a annoncé que toutes les compétitions de l'OFC de la saison 2024-2025, y compris la Coupe d'Océanie de football 2024, seraient diffusées en streaming par FIFA+.
| Region | Diffuseur |
| ------ | --------- |
| Monde  | FIFA+     |